# Alejandro González Roig
Alejandro González Roig, detto Alejo (Montevideo, 5 gennaio 1907 – 13 novembre 1979), è stato un cestista e allenatore di pallacanestro uruguaiano.
Con l'Uruguay ha disputato le Olimpiadi del 1936, classificandosi al 6º posto.

## Carriera
Ha giocato a lungo nel Defensor Sporting Club di Montevideo, ricoprendo anche il doppio incarico di allenatore-giocatore a metà degli anni quaranta.
Ha vinto la medaglia d'oro al Campionato sudamericano del 1930 e del 1932, oltre al bronzo nell'edizione 1935.